# Tofeus Mihály
Tofeus Mihály, gyakran Dobos Mihály (Székelyhíd, 1624. szeptember 29. – Gyulafehérvár, 1684. október 23.) teológiai doktor, református lelkész, az Erdélyi református egyházkerület püspöke 1679-től haláláig, egyházi író.

## Élete
Iskoláit Magyarországon végezte, majd külföldi akadémiákra ment, nevezetesen 1646. szeptember 29-én a franekeri egyetemre, 1647-ben az utrechti egyetemre, 1648. szeptember 29-én a harderwijki egyetemre és decembertől a leideni egyetemre, ahol 1649-ben teológiai doktorrá avatták. Hazájába visszatérvén 1650-ben nagyváradi, 1652-ben sárospataki tanár lett. 1653-ban lemondott hivataláról, majd bodrogkeresztúri, 1656-ban diószegi, 1658. április 28-ától szatmári lelkész, 1663-ban I. Apafi Mihálynál udvari pap és végül 1679. június 4-én az erdélyi református egyházak püspöke lett. Bod Péter „igen szókimondó, kemény, mindazáltal mindenekelőtt nagykedvességű emberként" jellemzi. Keserű összeütközése volt Horváth András kassai, később trencséni evangélikus iskolaigazgatóval, mintha Dobos az Arminianok alatt a lutheránusokat értette volna a 4. sz. vitairatában.

## Családja
Apósa volt Nagyari Józsefnek, Váraljai Dánielnek, Nánási Lovász Mihálynak és Felfalusi Józsefnek, nagyapja Solymosi Benkő Ferencnek, dédapja Piskárkosi Szilágyi Sámuelnek.

## Munkái
- Disputatio historico-theologica de translatione imperii ad francos, 1647. Utrajecti, 1655.
- Disputatio inauguralis, de actuali dei providentia. Lugd., Batav., 1649.
- Disputatio theologica de perseverantia sanctorum… Varadini, 1650.
- Disputatio theologica de perseverantia sanctorum secunda. Uo. 1651. (Két utóbbi Toufaeus névvel.)
- A Szent Soltarok resolutioja, Es azoknak az Erdelyi Fejedelmi Evangelica Reformata, udvari szent ecclesiara, lelek és igassag szerint valo szabasa. Kolosvár, 1683. (Prédikácziók, melyeket Tisza-Ujhelyi István és Óvári Keszei János, Bornemisza anna fejedelemasszony iródiákja, hallás után leirtak és nyomtatás alá bocsátottak.)

Még több beszéde maradt kéziratban. Nevét Bod szerint Tof-ból, mely héber nyelven dobot jelent, változtatta Tofeusra.